# Huta Czechy (przystanek kolejowy)
Huta Czechy – przystanek osobowy Polskich Kolei Państwowych w Czechach, w województwie mazowieckim, w Polsce.

## Linie
Przystanek położony w centrum wsi. Przez przystanek przechodzi linia kolejowa:
- D29-12 Skierniewice – Łuków